# 继续革命论

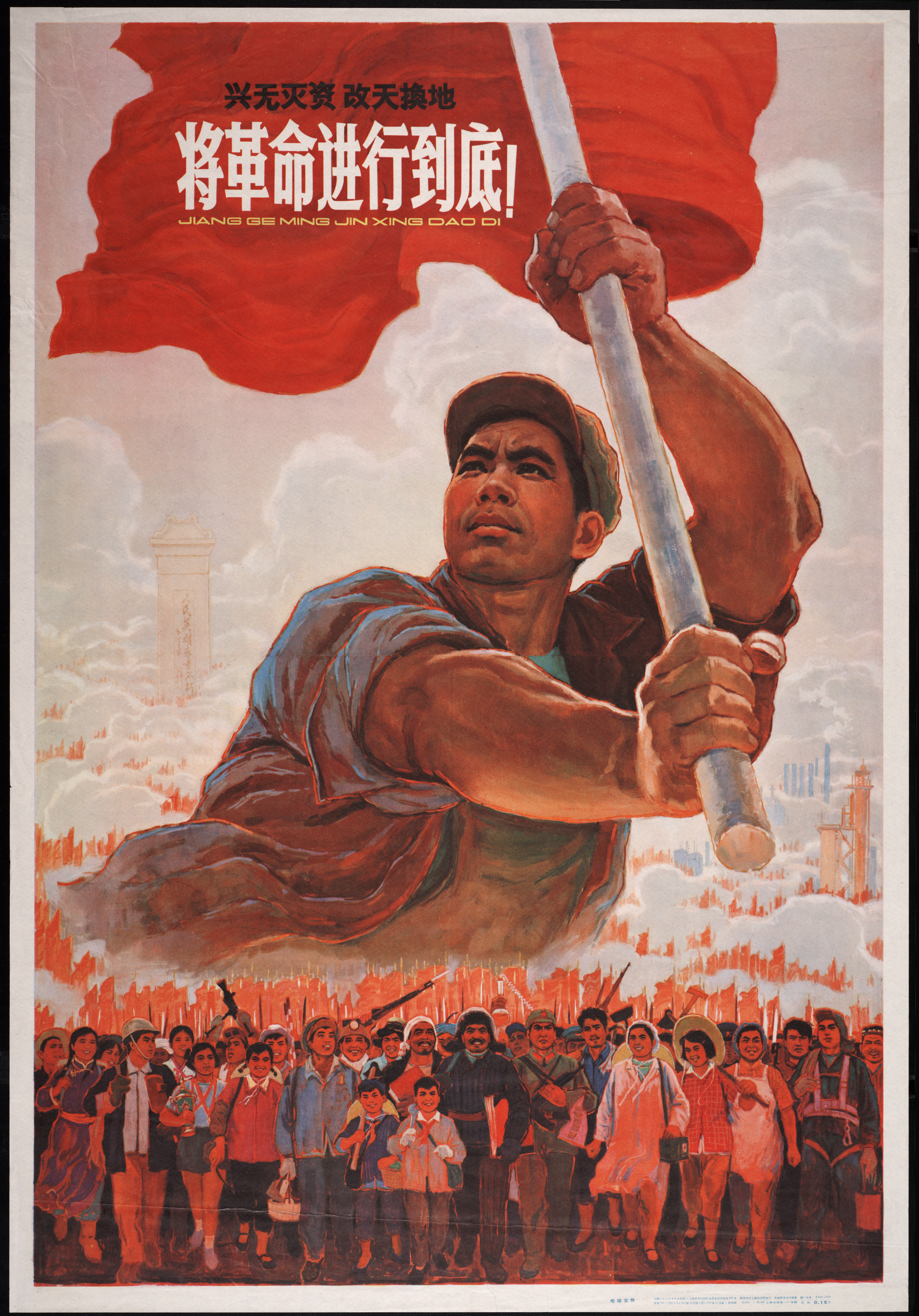
宣传继续革命论的海报

无产阶级专政下继续革命的理论，或称无产阶级专政下继续革命理论，简称继续革命理论、继续革命论，一般认为是文化大革命的指导思想。:67中共中央文献研究室认为：继续革命理论的核心是认为在无产阶级取得政权并建立社会主义制度后，还要进行一个阶级推翻一个阶级的政治大革命，这种革命最重要的方式是文化大革命。:377

## 历史

### 起源
1957年6月后，毛泽东在《关于正确处理人民内部矛盾的问题》等文章中提出：生产资料所有制的社会主义改造基本完成后，人的改造没有完成， “被推翻的地主买办阶级的残余还是存在，资产阶级还是存在，小资产阶级刚刚在改造”，阶级斗争“有时甚至是很激烈的”。7月，毛泽东在党内提出右派是反动派，右派和人民的矛盾是敌我矛盾，对右派的批判是政治战线和思想战线上的社会主义革命， 9月在中共八届三中全会上提出无产阶级与资产阶级的矛盾是社会主义时期主要矛盾。:722后来又提到“经济上消灭阶级不等于政治上思想上消灭阶级”。
1959年8月，毛泽东批示说，庐山会议批判彭德怀等人是阶级斗争，（大概是首次）称党内分歧为阶级斗争。:1003 1962年9月中共八届十中全会公报认为，在过渡到共产主义的整个时期，存在无产阶级和资产阶级两个阶级的斗争，存在社会主义和资本主义两条道路的斗争，而且这种阶级斗争必然反映到共产党内。:1260 此后中共中央进行四清运动以应对这种阶级斗争，运动过程中毛泽东和刘少奇在运动的性质、方法等方面的分歧加深。:1309这一时期，中国共产党与苏联共产党之间的意识形态分歧日渐加深，爆发公开论战。1964年7月14日发表的中共中央政治局审定的《关于赫鲁晓夫的假共产主义及其在世界历史上的教训——九评苏共中央的公开信》提出“防止资本主义复辟”十五条。1965年1月，根据毛泽东意见写成的《农村社会主义教育运动中目前提出的一些问题》（《二十三条》）提出，运动的重点，是整党内“走资本主义道路的当权派”。:1383 同月毛泽东批示说，干部特殊化继续发展，将变为和无产阶级严重对立的“官僚主义者阶级”。:1389此年，毛泽东形成资本主义复辟会否发生关键在于领导层的观点。:1390

### 形成
1966年5月16日，中共中央政治局扩大会议通过康生、陈伯达等起草，毛泽东改定的《五一六通知》，通知说，资产阶级代表人物混进了党、政府、军队、文化界，伺机夺取政权，各级党委必须注意。:14091966年8月8日，中共八届十一中全会通过《中国共产党中央委员会关于无产阶级文化大革命的决定》（俗称《十六条》），:1429《红旗》社论认为《十六条》的基本精神是“信任群众，依靠群众，尊重群众的首创精神”，即文革要靠群众自己来进行。
1967年5月18日，《红旗》杂志、《人民日报》社论使用提法“无产阶级专政下进行革命、防止资本主义复辟的理论”。 10月1日，“两报一刊”（《人民日报》、《解放军报》、《红旗》杂志）国庆社论使用了提法“无产阶级专政条件下继续进行革命的理论”。 同月，“无产阶级专政下继续革命的理论”这一概念化、标准化的提法首次出现于《红旗》社论《大立毛泽东思想的伟大革命》。 11月，由陈伯达、姚文元等主持起草，经毛泽东批示同意，“两报一刊”共同发表社论《沿着十月社会主义革命开辟的道路前进》，首次将毛泽东发动和进行文化大革命的思想概括为“无产阶级专政下继续革命的理论”的六个要点（作者们称为“主席思想六条”）。:68

### 补充
1969年康生、张春桥、姚文元起草，毛泽东改定的中共九大政治报告，以继续革命理论为指导，分析了文革的准备和实施过程，论证了文革的重要性和必要性。:69中共九大将继续革命思想写入《中国共产党章程》。此后继续革命思想也被写入1973年中共十大政治报告和1975年全国人大四届一次会议通过的《中华人民共和国宪法》。:71
1975年2月，《毛主席关于理论问题的重要指示》传达到全中国，指示认为，中国还实行商品制度、货币交换、八级工资制、按劳分配，这只能在无产阶级专政下加以限制。涉及“资产阶级法权”问题，是对继续革命理论的补充。:1714根据指示，张春桥写出《论对资产阶级的全面专政》，提出“必须对资产阶级实行全面专政”。1976年3月，《毛主席重要指示》下发，申明资产阶级“就在共产党内”，:1969-1770“池恒”、“梁效”等写作组由此提出概念“党内资产阶级”。

### 否定
1976年10月怀仁堂政变后，华国锋提出“四人帮”“歪曲和篡改”了继续革命理论，1977年5月华国锋在全国工业学大庆会议讲话，将发展生产力的内容引入继续革命理论，:71 中共十一大政治报告延续了这一说法，:72 并否定了术语“党内资产阶级”。1978年3月全国人大五届一次会议通过的《中华人民共和国宪法》仍保留继续革命理论。:72
1977年4月至1978年11月，中国经济学界召开四次全国按劳分配问题理论讨论会，讨论按劳分配和资产阶级法权问题，最终否认按劳分配与资产阶级、资本主义关联。 1977年5月1日，《人民日报》发表华国锋文章《把无产阶级专政下的继续革命进行到底》，认为贯穿在《毛泽东选集》第五卷的根本思想，就是坚持和发展马克思主义不断革命的原理，在无产阶级专政下把社会主义革命继续进行下去。7月15日，经胡耀邦审阅，《理论动态》第一期发表吴江文章《“继续革命”问题的探讨》，认为继续革命的重要任务不是整“走资派”、继续革命应当包括生产方面的革命等，获邓小平认可。 1978年11月《哲学研究》评论员文章认为，“主席思想六条”“丢掉了发展生产力这一革命最本质的东西”。1978年12月中共十一届三中全会公报不再提及继续革命理论。:73
1979年1月，胡乔木率先提出重估“无产阶级专政下继续革命”这一口号，同月开始的理论工作务虚会印发了胡乔木的讲话，周扬讲话说，“无产阶级专政下继续革命”是根本问题，必须解决这一问题才能为文革定性。:73会议形成了否定继续革命理论和文化大革命的意见。3月，邓小平在会上讲话说，“向走资派夺权”、“撇开党委闹革命”已被证明是错误的，新的解释可以再研究。1981年6月，中共十一届六中全会通过《关于建国以来党的若干历史问题的决议》（以下简称《决议》），正式否定继续革命理论和文化大革命。:74
毛主义者和毛派政党（菲律宾共产党、印度共产党（毛主义）、土耳其共产党/马列等）至今坚持继续革命理论。

## 内容
主席思想六条：
| 一、必须用马克思列宁主义的对立统一的规律来观察社会主义社会。毛泽东同志指出：“对立统一规律是宇宙的根本规律。”“矛盾是普遍存在的”，“事物内部的这种矛盾性是事物发展的根本原因”。在社会主义社会中，“有两类社会矛盾，这就是敌我之间的矛盾和人民内部的矛盾。”“敌我之间的矛盾是对抗性的矛盾。人民内部的矛盾，在劳动人民之间说来，是非对抗性的。”毛泽东同志告诉我们：必须“划分敌我和人民内部两类矛盾的界线”，“正确处理人民内部矛盾”，才能使无产阶级专政日益巩固和加强，使社会主义制度日益发展。 二、“社会主义社会是一个相当长的历史阶段。在社会主义这个历史阶段中，还存在着阶级、阶级矛盾和阶级斗争，存在着社会主义同资本主义两条道路的斗争，存在着资本主义复辟的危险性。”在生产资料所有制的社会主义改造基本完成以后，“阶级斗争并没有结束。无产阶级和资产阶级之间的阶级斗争，各派政治力量之间的阶级斗争，无产阶级和资产阶级之间在意识形态方面的阶级斗争，还是长时期的，曲折的，有时甚至是很激烈的。”为了防止资本主义复辟，为了防止“和平演变”，必须把政治战线和思想战线上的社会主义革命进行到底。 三、无产阶级专政下的阶级斗争，在本质上，依然是政权问题，就是资产阶级要推翻无产阶级专政，无产阶级则要大力巩固无产阶级专政。无产阶级必须在上层建筑其中包括各个文化领域中对资产阶级实行全面的专政。“我们对他们的关系绝对不是什么平等的关系，而是一个阶级压迫另一个阶级的关系，即无产阶级对资产阶级实行独裁或专政的关系，而不能是什么别的关系，例如所谓平等关系、被剥削阶级同剥削阶级的和平共处关系、仁义道德关系等等。” 四、社会上两个阶级、两条道路的斗争，必然会反映到党内来。党内一小撮走资本主义道路的当权派，就是资产阶级在党内的代表人物。他们“是一批反革命的修正主义分子，一旦时机成熟，他们就会要夺取政权，由无产阶级专政变为资产阶级专政”。我们要巩固无产阶级专政，就必须充分注意识破“睡在我们的身旁”的“赫鲁晓夫那样的人物”，充分揭露他们，批判他们，整倒他们，使他们不能翻天，把那些被他们篡夺了的权力坚决夺回到无产阶级手中。 五、无产阶级专政下继续进行革命，最重要的，是要开展无产阶级文化大革命。 “无产阶级文化大革命，只能是群众自己解放自己”。“要让群众在这个大革命运动中，自己教育自己”。就是说，这个无产阶级文化大革命，运用无产阶级专政下的大民主的方法，自下而上地放手发动群众，同时，实行无产阶级革命派的大联合，实行革命群众、人民解放军和革命干部的革命三结合。 六、无产阶级文化大革命在思想领域中的根本纲领是“斗私，批修”。“无产阶级要按照自己的世界观改造世界，资产阶级也要按照自己的世界观改造世界。”因此，无产阶级文化大革命是触及人们灵魂的大革命，是要解决人们的世界观问题。要在政治上、思想上、理论上批判修正主义，用无产阶级的思想去战胜资产阶级利己主义和一切非无产阶级思想，改革教育，改革文艺，改革一切不适应于社会主义经济基础的上层建筑，挖掉修正主义的根子。 |

## 反对
《关于建国以来党的若干历史问题的决议》称：
| “文化大革命”的历史，证明毛泽东同志发动“文化大革命”的主要论点既不符合马克思列宁主义，也不符合中国实际。这些论点对当时我国阶级形势以及党和国家政治状况的估计，是完全错误的。 |

《决议》将继续革命理论概括为：
| 一大批资产阶级的代表人物、反革命的修正主义分子，已经混进党裡、政府裡、军队里和文化领域的各界里，相当大的一个多数的单位的领导权已经不在马克思主义者和人民群众手里。党内走资本主义道路的当权派在中央形成了一个资产阶级司令部，它有一条修正主义的政治路线和组织路线，在各省、市、自治区和中央各部门都有代理人。过去的各种斗争都不能解决问题，只有实行文化大革命，公开地、全面地、自下而上地发动广大群众来揭发上述的黑暗面，才能把被走资派篡夺的权力重新夺回来。这实质上是一个阶级推翻一个阶级的政治大革命，以后还要进行多次。 |

《决议》认为：“无产阶级专政下继续革命的理论”是对毛泽东发动文化大革命的一系列错误论点的概括，不是毛泽东思想的组成部分；文革被说成“同修正主义路线或资本主义道路的斗争”，“根本没有事实根据”，党内不存在刘少奇、邓小平为首的“资产阶级司令部”；生产资料所有制的社会主义改造基本完成后“剥削阶级作为阶级已经消灭”，共产主义革命还在继续，但“不是通过激烈的阶级对抗和冲突来实现，而是通过社会主义制度本身，有领导、有步骤、有秩序地进行”，“确实存在的某些阴暗面”“需要作出恰当的估计并运用符合宪法、法律和党章的正确措施加以解决”。
中共中央文献研究室编写的《关于建国以来党的若干历史问题的决议注释本》认为：继续革命理论的核心是“在无产阶级取得政权并建立社会主义制度的条件下，还要进行一个阶级推翻一个阶级的政治大革命，‘文化大革命’就是这种‘继续革命’的最重要的方式。”:377 继续革命理论的基本错误是“认为在社会主义制度建立以后，还存在着资产阶级，还存在着整个社会范围内的阶级对抗，因而还要进行一个阶级推翻一个阶级的革命”。划分阶级应以“人们对生产资料的占有和由此而来的在一定社会生产体系中所处的地位为依据”，社会主义改造基本完成后，作为完整阶级的剥削阶级已经消灭，:378 社会主义社会中的“阶级斗争已经不是两个完整的敌对阶级之间的斗争，而是阶级斗争的残余形态，或者说是历史上的阶级斗争在社会主义条件下的特殊形式的遗留。”:379周兵认为，此后对继续革命理论的批判，基本没有在理论上超出《注释本》。:75

## 评论
- 《五七一工程纪要》说：“当前他们的继续革命论实质是托洛茨基的不断革命论，他们的革命对象实际是中国人民，而首当其冲的是军队和与他们持不同意见的人。”
- 夏尔·贝特兰认为：“在无产阶级专政条件下，无产阶级和资产阶级继续存在，这是因为无产阶级革命以后，甚至所有制的社会主义形式盛行以后，资本主义关系（这是资产阶级和无产阶级存在的客观基础）并不会简单的消失。由于这些资本主义关系的继续存在，工人仍将继续部分地与生产资料分离，并且一小部分仍可能处于被生产资料雇佣的状态。无产阶级路线的基本目标恰恰是破坏资本主义关系及由这种关系而产生的阶级。这个目标只有经过社会关系——既包括生产关系，也包括政治和意识形态——整体的革命变革才能够达到。”[23]
- 路易·阿尔都塞评论说：“社会阶级不仅仅由其成员在生产关系中的位置来界定，因而不完全由生产关系来界定，它同时还由其成员在政治关系和意识形态关系中的立场来界定，而在生产关系的社会主义改造之后，政治关系和意识形态关系仍将长期是阶级关系。”而文革的要点是假定“在社会主义国家的某种历史形势下，意识形态能成为决定一切的战略要点。”群众组织存在的必要性在于“在党半被动半主动地和国家相融合的时期，要迫使党把自己与国家区别开来，负责第三种革命的第三种组织就必须与党（无论是其存在，还是其组织形式）区别开来。”[24]
- 汪晖评论说：“‘文化大革命’是在政党的国家化过程发展到一个阶段的产物。在政党国家化的条件下，重新进行社会动员，亦即在党-国之外激活政治领域和政治价值，形成大众参与性民主，构成了‘文革’初期的特点之一。毛泽东重申革命政党的政治价值，试图通过社会运动和政治辩论打破政党与国家的绝对权威，目的是重构一种包含着自我否定态势的社会体制，即不是过去意义上的国家的国家，一个通向自我否定的国家和一个自我否定的政党。”[25]
- 唐少杰认为：“继续革命论也是历史上的契卡主义的折射、重现和深化，正如苏联国家安全委员会（克格勃）最后一任主席巴卡京所言，契卡主义旨在没有敌人也要制造出敌人，即契卡主义，这就是根据一个臆造出来的方便公式，经常不断地寻找敌人。文革继续革命论的矛头所向就在于从没有敌人到制造敌人、从外部敌人到内部敌人、从暂时敌人到永久敌人、从相对敌人到绝对敌人的几乎没有结束或没有穷尽的转换和演变。不断革命者总是先革敌人的命，再革同盟者的命，最后再革自己内部人的命。”[26]

## 其他
- 1967年至1977年，继续革命理论的中国共产党官方评价是：“解决了当代无产阶级革命的一系列的问题，解决了在无产阶级专政下进行革命、防止资本主义复辟的理论和实践问题”，树立了马克思主义发展史上第“三个伟大的里程碑”。[9]“马克思主义发展到一个崭新阶段，即毛泽东思想阶段的一个极其重大的标志。”[21]“毛主席对无产阶级革命和无产阶级专政理论的最大贡献，在马克思主义发展史上有着特别重要的地位。”[27]
- 1967年1月，毛泽东评价上海一月风暴：“这是一个大革命，是一个阶级推翻一个阶级的大革命。”王年一认为这标志着继续革命理论比较完全的形成。[28]
- 中共九大报告称，毛泽东在《关于正确处理人民内部矛盾的问题》中就提出了继续革命理论，奠定了文革的理论基础。[29] 金春明认为，这“不能说是全无根据的”。[30] 石仲泉认为，《关于正确处理人民内部矛盾的问题》不是文革的理论基础，也不是阶级斗争为纲的理论基础。[31]
- 中共九大通过的《中国共产党章程》称，社会主义社会的矛盾“只能靠马克思主义的不断革命的理论和实践来解决。”[32] 康生解释说，这个用词在中共九大讨论过，“不断革命和继续革命是一个名词，两种翻译方法”，“毛主席的不断革命论，是有阶段的不断革命论。”[1]:70[33]
- 在公开出版的资料中，毛泽东从未提及“无产阶级专政下继续革命”这一概念。[1]:70